# یواس‌اس نوکلئوس (ای‌ام-۲۶۸)
یواس‌اس نوکلئوس (ای‌ام-۲۶۸) (به انگلیسی: USS Nucleus (AM-268)) یک کشتی بود که طول آن ۱۸۴ فوت ۶ اینچ (۵۶٫۲۴ متر) بود. این کشتی در سال ۱۹۴۳ ساخته شد.